# Hälliwüüd Radio
Lilla Al-Fadji Hälliwüüd Radio är ett radioprogram och talkshow från produktionsbolaget Munck som sedan sommaren 2009 sänds i Sveriges Radio P3.
I vad som beskrivs som världens flashigaste radioshow bjuder Lilla al-Fadji som spelas av Felipe Leiva Wenger in olika gäster som han intervjuar. I programmet finns ett antal stående rollfigurer som återkommer i varje avsnitt.
De återkommande rollfigurerna består av Lilla al-Fadjis medarbetare i studion:
- Presidenten - den alltför snälla och blåögda radiochefen som Lilla al-Fadji totalt duperat, spelas av Karin Strand.
- Annika -  ljudteknikern som Lilla Al-Fadji alltid trakasserar men antagligen är hemligt förälskad i, spelas av Lina Åström.
- Pelle - den allsångsälskande städaren som Lilla al-Fadji av oklar anledning ser upp till, spelas av Jörgen Lötgård.
- Brunett Bruno - praktikant och katastrofal diktare som Lilla Al-Fadji behandlar om möjligt sämre än Annika, spelas av Felipe Leiva Wenger.

Dessutom dyker det under programmen upp ett antal olika rollfigurer: 
- Abu Hassan - affärsman och konspirationsteoretiker som gärna ringer Lilla al-Fadji under programmet, spelas av Fredrik Eddari.
- Atari - kriminell vän till Lilla al-Fadji som oftast kommer förbi studion för att blåsa Lilla al-Fadji på pengar, spelas av Husam Taha.
- Gudmodern - gangsterdrottning som Lilla al-Fadji måste lyda, spelas av Pablo Leiva Wenger.
- IQ  - praktiskt taget bor på biblioteket som Lilla al-Fadji besöker tre gånger per dag, spelas av Pablo Leiva Wenger.
- Miro - Gudmoderns otrevliga livvakt, spelas av Pablo Leiva Wenger.[1]